# Башан (плато)
Башан (кит. трад. 壩上草原, упр. 坝上草原, пиньинь Bàshàng cǎoyuán) — плато на северо-западе китайской провинции Хэбэй.
Площадь плато составляет около 16 тыс. км². Плато лежит на высоте 1300—1600 м над уровнем моря. Поверхность холмистая, много озёр. Среднегодовая температура на плато составляет +2,6 °C; самая низкая зарегистрированная температура равна −34,8 °C. Средняя продолжительность морозного периода составляет 110 дней, минимальная — 70 дней. Почва на плато не очень плодородная, однако территория покрыта огромными естественными пастбищами, которые создают хорошие условия для животноводства.